# Абдуллаев, Рахматулло
Рахматулло Абдуллаев — советский хозяйственный, государственный и политический деятель.

## Биография
Родился в 1938 году в Самаркандской области. Член КПСС.
С 1961 года — на хозяйственной, общественной и политической работе. В 1961—1995 гг. — агроном, на ответственной партийной работе в Самаркандском обкоме партии, начальник Самаркандского областного управления сельского хозяйства, заведующий отделом Совета Министров Узбекской ССР, первый секретарь Самаркандского райкома КП Узбекистана, министр плодоовощного хозяйства Узбекской ССР.
Избирался депутатом Верховного Совета Узбекской ССР 9-12-го созывов.
Умер после 1995 года.